# Diloba infumata
Diloba infumata là một loài bướm đêm trong họ Noctuidae.